# 飼育
飼育（しいく、breeding）とは、
- 家畜などを育てること[1]。
- 動物などを育てること。

## 概説
一般には家畜、ペットなどを育てることを言う。
飼育を行う目的は様々である。家畜を飼育するのは乳・食肉・毛・皮・羽毛・吐糸（カイコなど）などを得たり、狩猟補助（猟犬など）、通信（伝書鳩など）、害虫・害獣駆除、障碍者の生活補助（身体障害者補助犬など）、家や施設への侵入防止（番犬など）などの用務に就かせるためである。ペットの場合は生活のパートナー、「癒し」を得るため、あるいは鑑賞対象である。希少種（たとえばトキやコウノトリなど）を保護施設等で繁殖・育成して野に放ち、種の存続を図る場合もある。

### 方法
植物を育てる栽培や微生物を育てる培養と大きく異なる点は、飼育対象が移動能力を持つため、まず逃亡を妨げる方法が必要である点である。水生動物であれば水を入れた容器がその役をはたすが、それでも自殺的逃避を避けるために蓋が必要である。陸生動物では囲いや篭で囲い込むか、紐や鎖で繋ぐ必要がある。鳥類では、羽の一部を切除するなどして飛翔能力を制限したり篭で囲い込む方法をとる。
例外として、幼少時から育て親として愛情をもって育成した場合、大脳の発達した哺乳類はもちろん、脳の発達がそれほどでもない鳥類や爬虫類（「手乗り文鳥」や「手乗りヘビ」の類）に至るまで、飼い主やその育成環境に順応して、いわゆる「放し飼い」にしても逃亡することなくその飼育環境にとどまり、人間に対して警戒せず融和性を持つことが知られている。
飼育の世話として基本的に必要なのは、食生活（餌の補給・栄養管理）、体調管理（運動確保・健康管理・ストレス回避）、住環境の維持である。

### 餌の補給
動物は、規則的に餌を食べなければならない。餌はある範囲で決まっているが、飼育下では多少の融通が利く場合がある。クワしか食べないカイコなどは全く融通が利かない例であるが、一般的な飼育動物ではそのような例は少ない。イヌやネコは肉食とはいわれても、人間の残飯で十分に飼育できる。もっとも、人間の食べ物でもタマネギはイヌには毒、というような例もあり、飼育目的や動物の状態によっては与える餌をコントロールする必要もある。

### 運動の確保
動物は動く物であるが、逆に動かなければならない物でもある。あまり動けない環境は、動物の運動量を抑えることになるが、それは大抵の場合、動物の健康には不利に働く。ほ乳類や鳥類など、脳の発達程度の高いものではストレスが症状に出る。ある程度以上大きな囲いを作ったり、紐で結んでいる場合には定期的につれて歩いたり、放してやるなどの運動が必要である。

### 環境の維持
空気や水の状態を管理し、場合によっては植物や岩石などの自然物（またはそれを模した人工物）を設置することで、飼育環境を対象に適した状態に維持する必要がある。特に本来の生息地と異なる場所で飼育する場合は重要であり、外気から遮断された環境を用意しなければならない場合もある。飼育場所によっては外敵や自然現象からの保護も必要である。
さらに動物は有機体の排泄物を多く放出する。十分な分解者が存在しない環境ではすぐに腐敗して大抵悪臭を放つし、動物の健康にも悪い影響を与えることが多いので人間の手で速やかに除去する必要がある。同様に、水生動物を狭い環境で飼育する場合は定期的な水の交換や循環設備が必要である。

## その他の飼育
現実世界での飼育だけでなく、バーチャルリアリティにおける飼育もある。『たまごっち』等に代表される育成シミュレーションゲームが筆頭に挙げられる。
これらを通して、飼育を疑似体験出来ると言って良いかも知れない。しかしながら、あくまで人間の設定したデータであるので、その設定次第では一度死んでも生き返させたり、あるいは生きている状態まで時間を戻すことが出来てしまう。特に上記のような育成ゲームが流行していた時期は、仮想世界における生命の扱いを倫理的に問題視する意見が多く唱えられた。

## 飼育員
動物園や水族館などで動物を飼育する職業。担当する動物の毛のつや、動き、においなどを観察する。健康チェックや、動物舎の掃除だったり、成長段階などに合わせて餌を作ったりする。また、動物園の希少動物の繁殖に取り組むことも、大切な役割だ。